# Словацька кухня

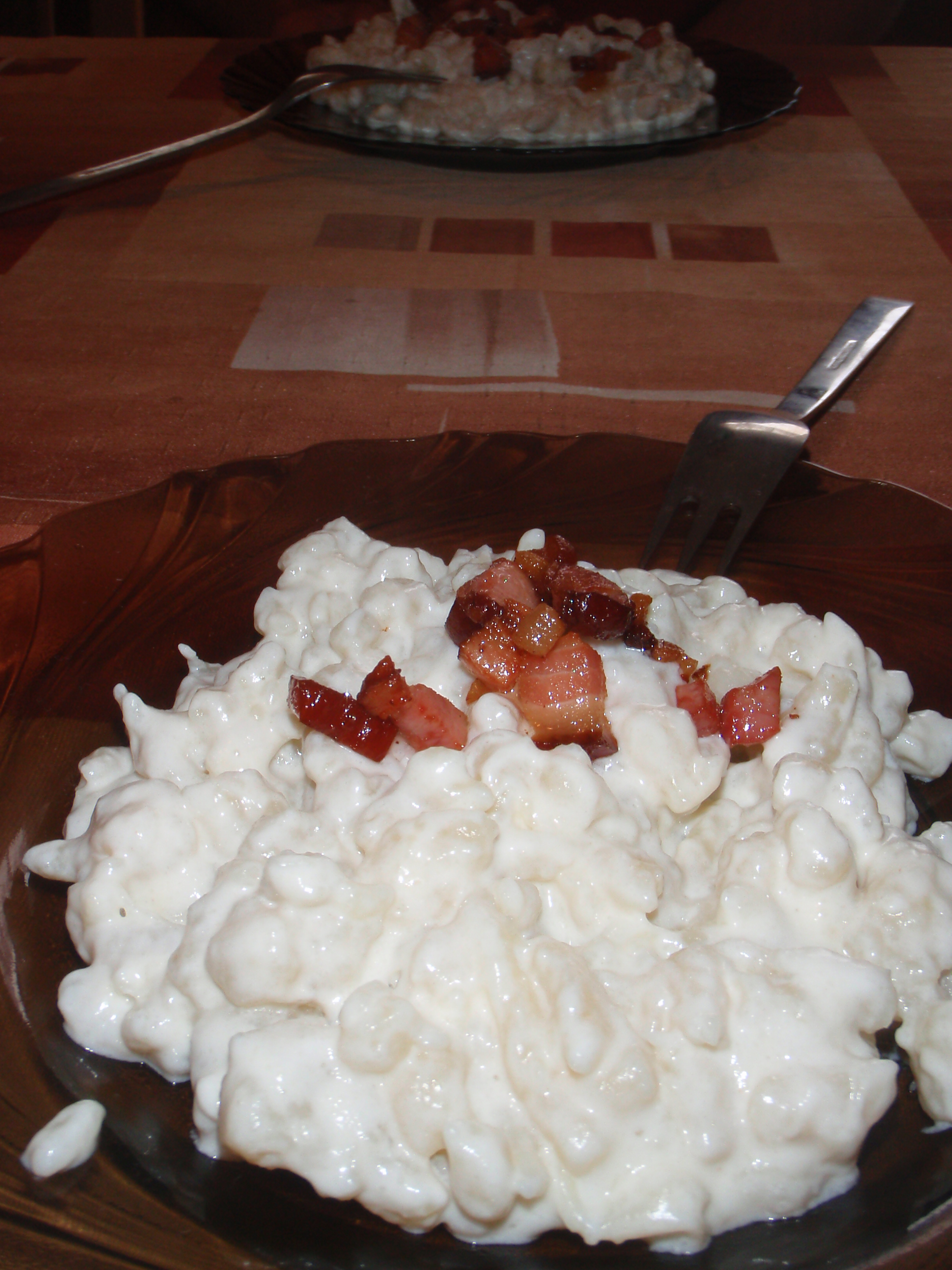
Бринзові галушки

Словацька кухня — традиційна кухня Словаччини, яку можна охарактеризувати загалом як біологічно збалансовану, приправлену переважно зеленню та ароматними травами. Її основу складають різноманітні супи, каші, варені й тушковані овочі, смажене і копчене м'ясо, молочні продукти. Як гарнір переважно подають картоплю, рис, макаронні вироби, оригінальні кнедлики та галушки.

## Опис
Основними інгредієнтами в цій країні вважається м'ясо, галушки, сир і кнедлики.
Словацька кухня відрізняється в залежності від регіону і тісно пов'язана з кухнями країн-сусідів, зокрема чеською, угорською, українською та німецькою.
Основними інгредієнтами в цій країні вважається м'ясо, галушки, сир і кнедлики.

## Традиційні страви та продукти
Словацька кухня заснована на різних супах, кашах, варених і тушкованих овочах, смаженому і копченому м'ясі та молочних продуктах. Словацька кухня включає солоні й солодкі страви, приготовані з борошна, зокрема галушки, бринзові галушки тощо.

## Супи
Основою словацької кухні є супи — густі, ароматні, як правило, з копченостями, часто заправляються сметаною.
Супова культура в цілому базується на тріаді трьох інгредієнтів: квасоля, часник і квашена капуста.
- Капусниця (Kapustnica) — суп з квашеної капусти та копченими ковбасками, в деяких регіонах Словаччини до страви додають сметану.
- Квасолевий суп (Fazuľová polievka) — густа перша страва з червоної квасолі та з декількома видами копчених ковбасок.
- Часниковий суп (Cesnaková polievka) — суп-пюре на вершках, інколи з додаванням сиру. Подають його з грінками. Незвичайною є подача часникового супу в буханці хліба.
- Демікат — традиційний літній словацький суп з бринзи. Бринза змішується з подрібненою цибулею зі спеціями, заливається теплим бульйоном від галушок або овочевим бульйоном до консистенції ніжного пюре. Подають із зеленню і сухариками, обсмаженими в салі.

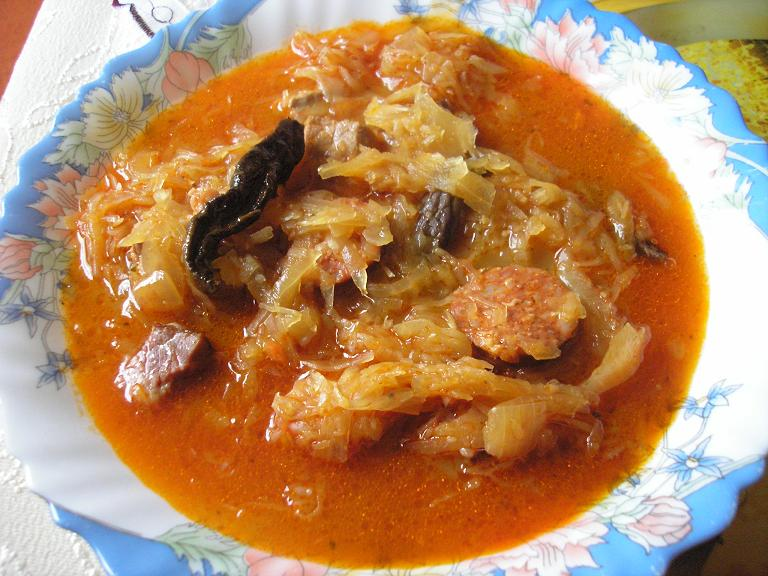
Капусниця (Kapustnica)
Квасолевий суп (Fazuľová polievka)Квасолевий суп (Fazuľová polievka)
Часниковий суп (Cesnaková polievka)Часниковий суп (Cesnaková polievka)
Демікат — традиційний літній словацький суп з бринзиДемікат — традиційний літній словацький суп з бринзи

## М'ясні страви
М'ясні страви складають основу словацької кухні. М'ясо подають великими порціями.
Національними стравами з м'яса вважаються фарширована телятина, смажений гусак або качка, шніцель, тушкована баранина, гусарський рулет, фарширований фазан. Популярними м'ясними стравами є:
- «Спішська похутька» — м'ясний гуляш з грибами і картопляними оладками.
- «Печене вепрове коліно» (Pečené veprové koleno) — свиняча рулька, запечена в духовці з хріном і гірчицею.

## Страви з сиру

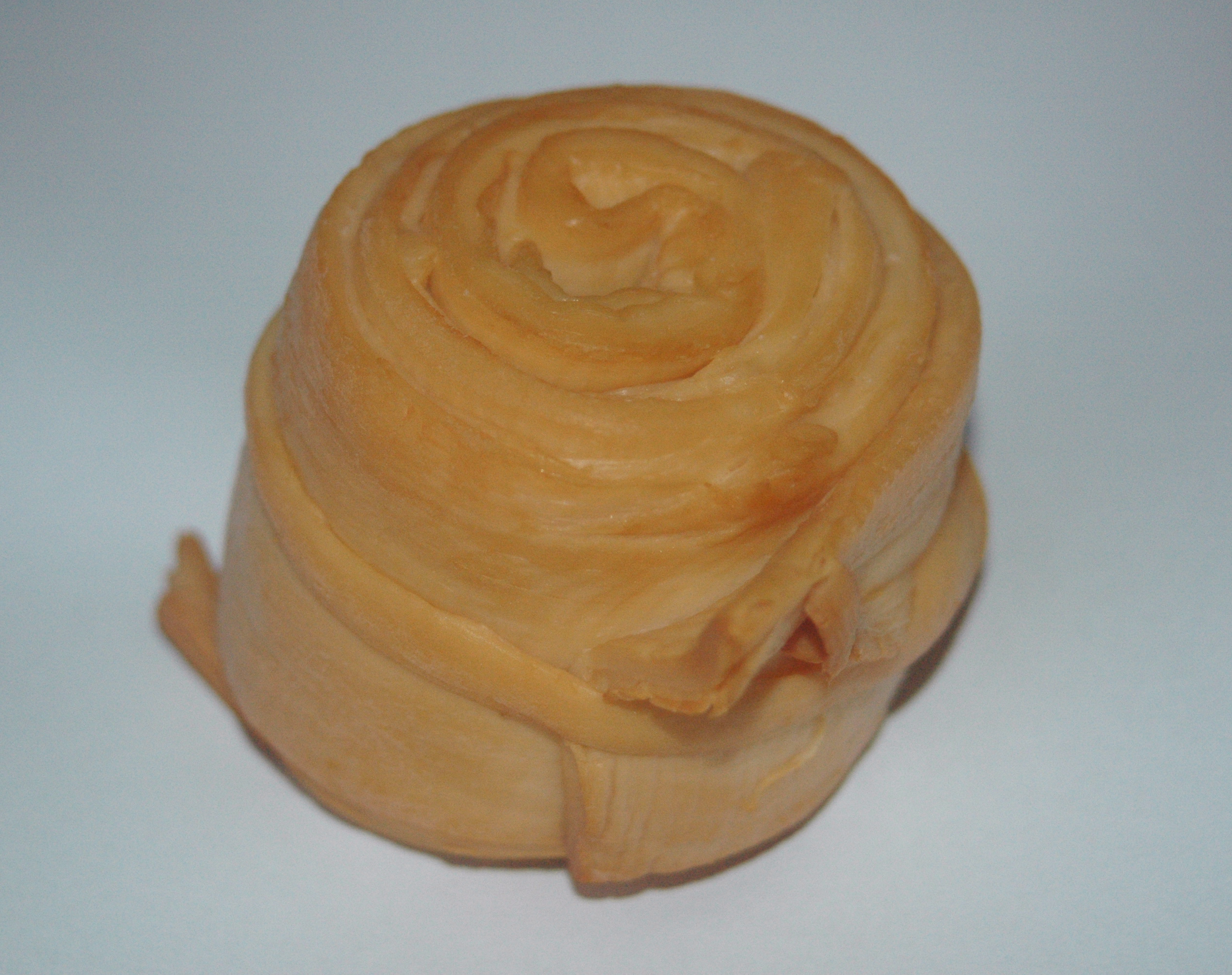
Парениця — традиційний словацький овечий сир

Розвиненому скотарству завдячує широкий вибір коров'ячих та овечих сирів. З коров'ячого молока виготовляють плавлені, м'які та тверді сири, а з овечого — переважно специфічні національні сорти, такі як бринза, парениця та осципек.

## Десерти
Традиційними десертними стравами вважаються:
- млинці;
- «Шуланці» з сиром, фруктами або варенням, посипані маком, горіхами і политі розтопленим вершковим маслом;
- «Палацинки» — млинці з шоколадом, джемом або зі сметаною і вершками;
- «Струдель» — рулет з тонкого тіста з начинкою з яблук з додаванням горіхів[4].

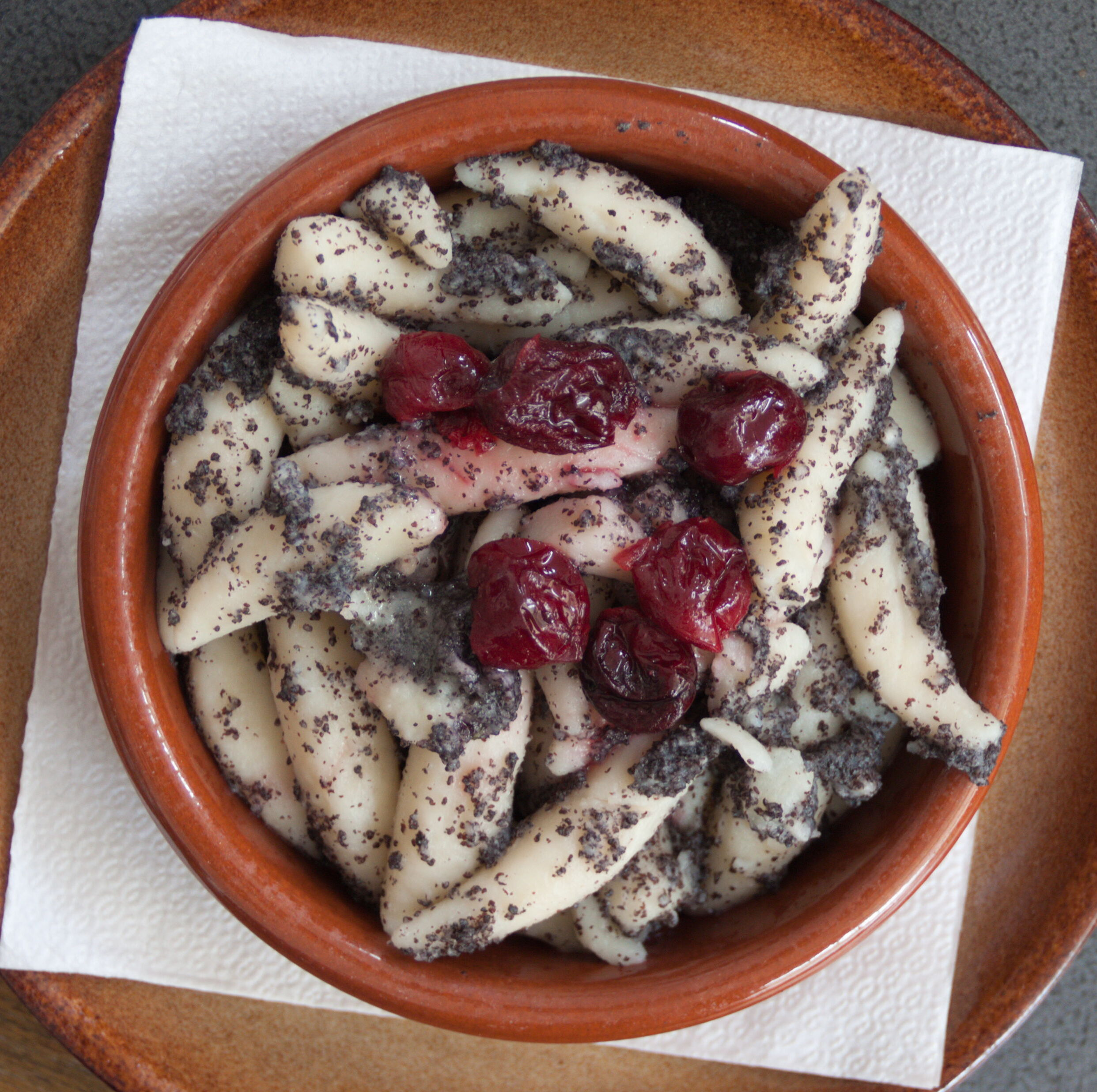
Шуланці з маком
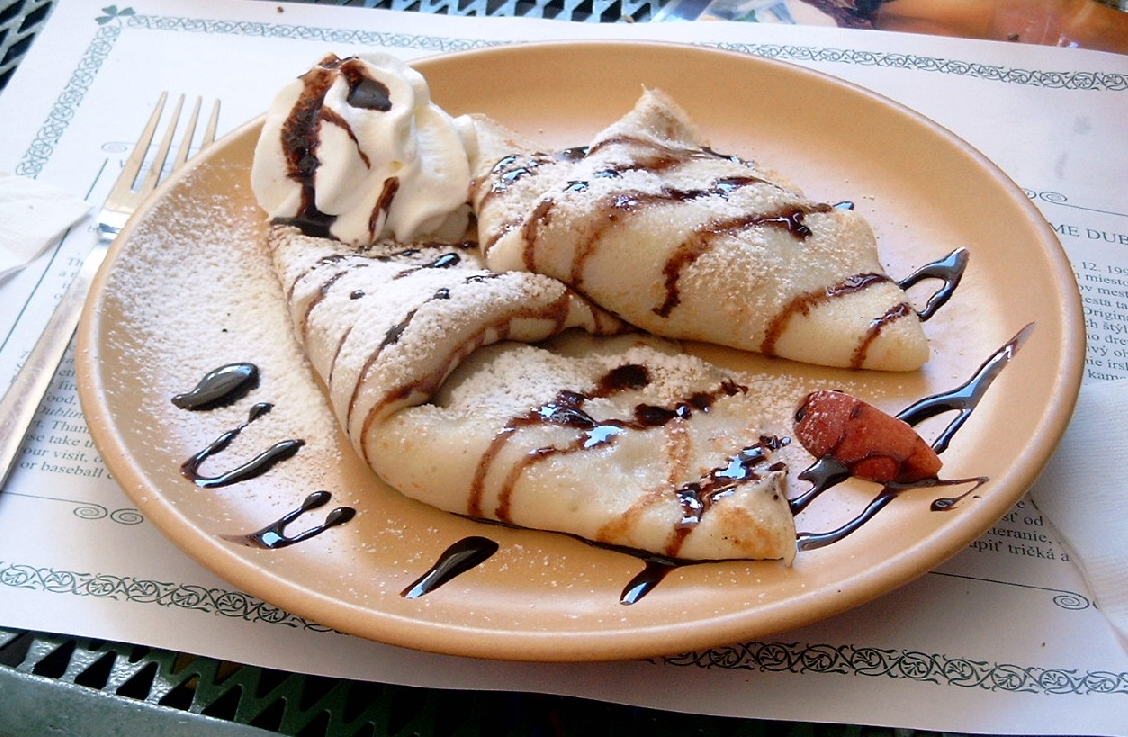
Палацинки
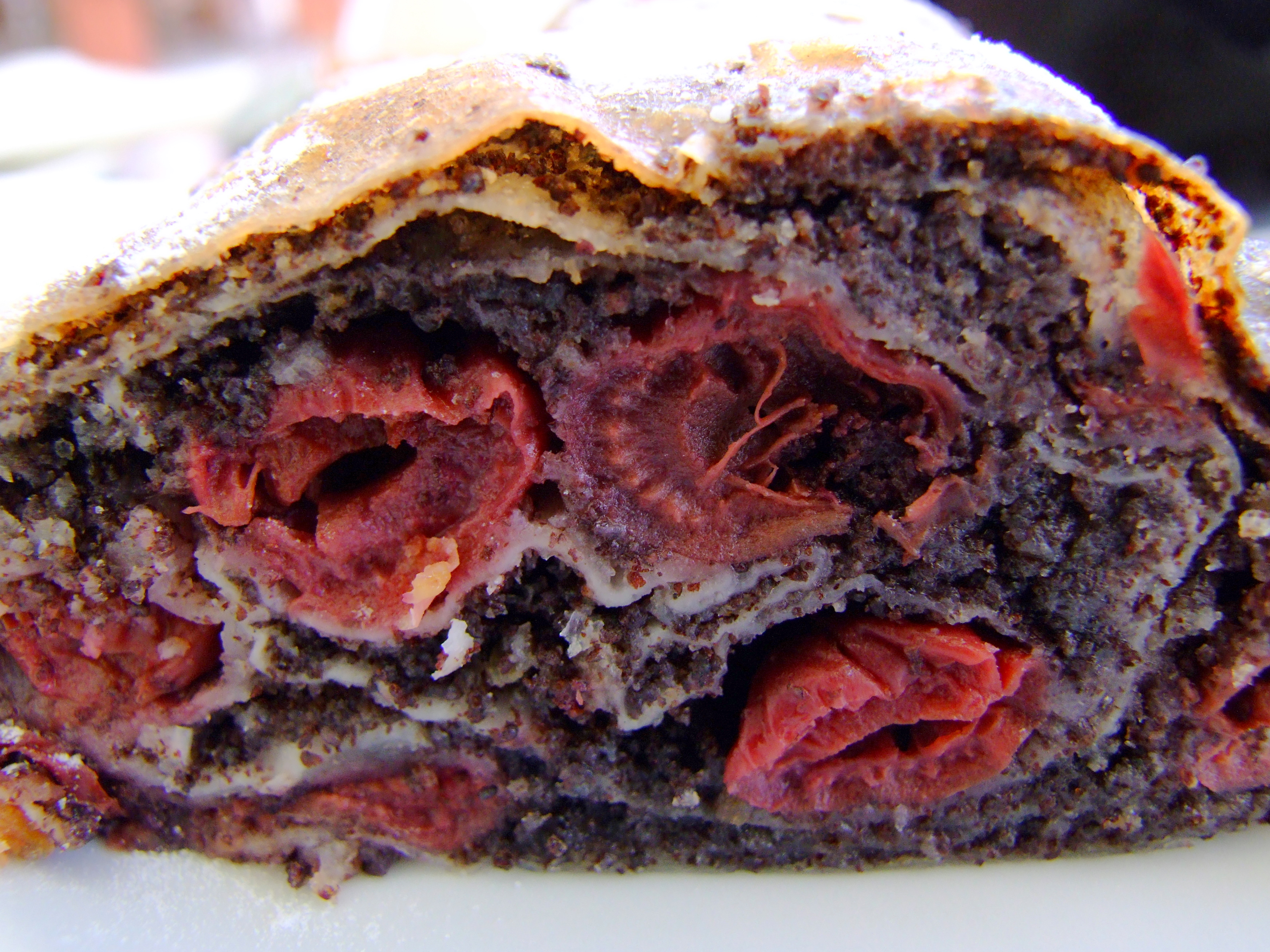
Струдель
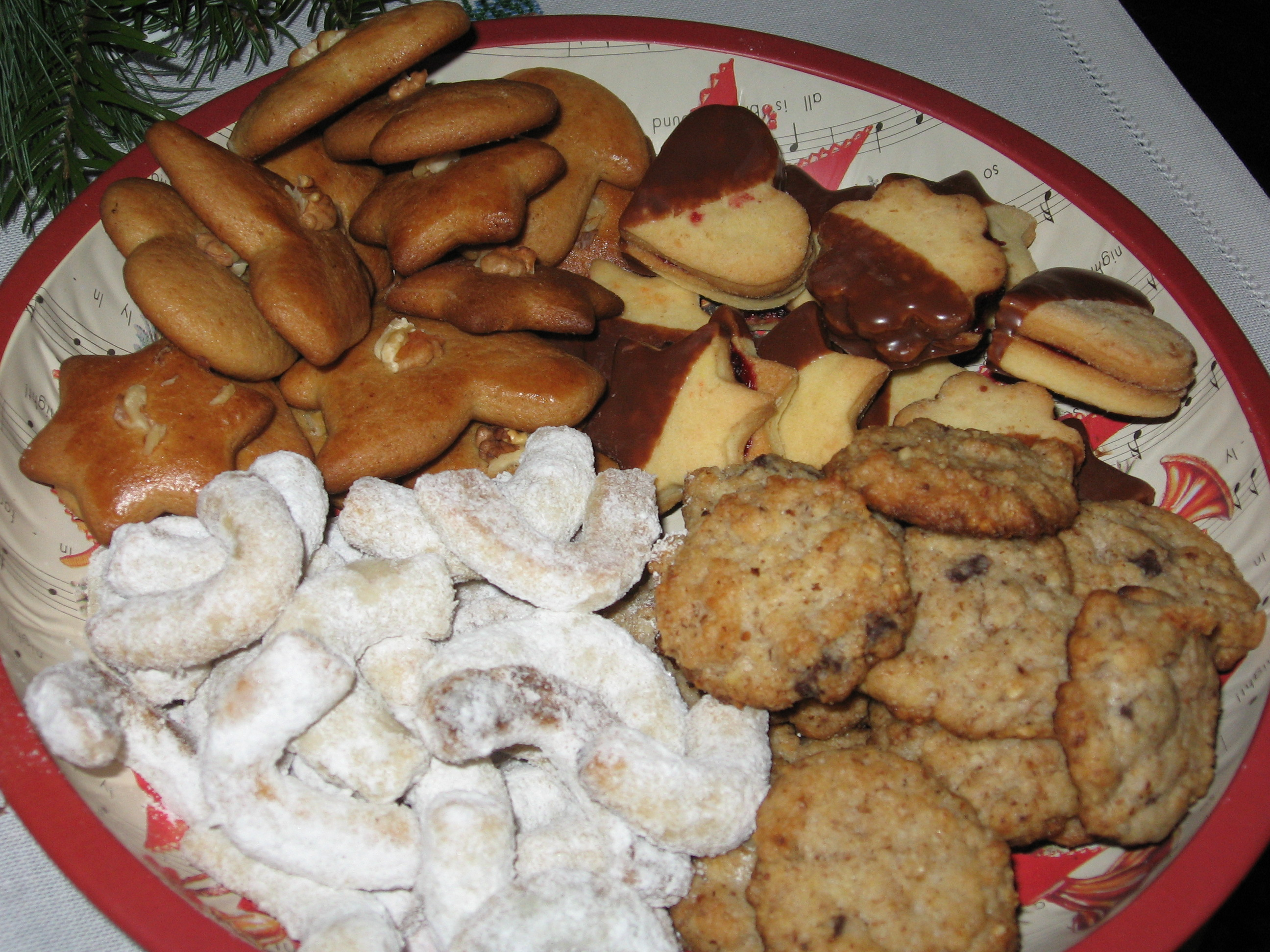
Традиційне словацьке печиво

## Напої

### Спиртні напої
Популярні спиртні напої: словацьке вино, особливо з області Токай на кордоні з Угорщиною, пиво. Найпопулярніші міцні спиртні напої — «сливовиця» (сливова горілка) і «боровічка» (ялівцева горілка), а також численні настойки на травах.

### Безалкогольні напої
Питна вода: численні мінеральні джерела забезпечують великий вибір питної води.